# ウィルブラハム・トルマッシュ (第6代ダイザート伯爵)

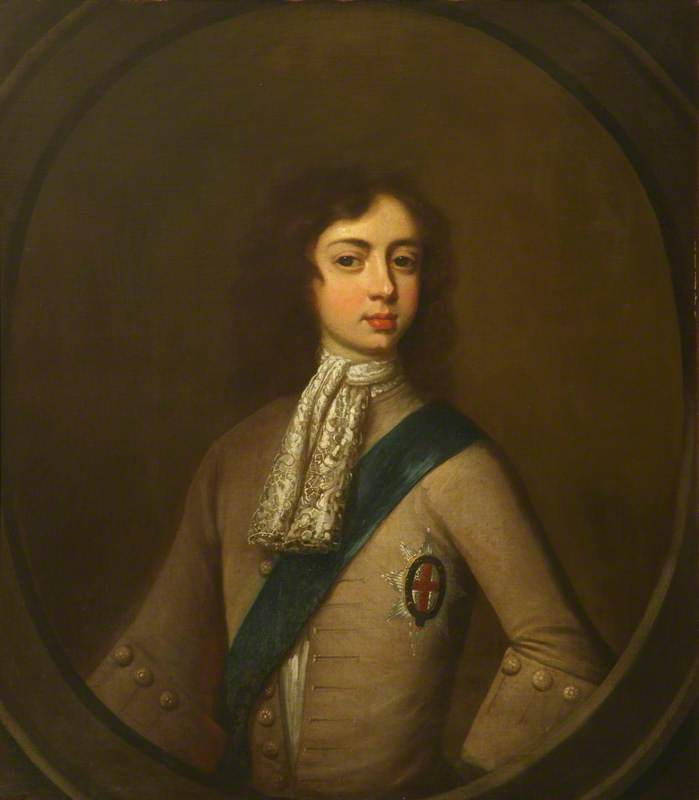
1750年から1755年ごろの肖像画。

第6代ダイザート伯爵ウィルブラハム・トルマッシュ（英語: Wilbraham Tollemache, 6th Earl of Dysart FRS、1739年10月23日 – 1821年3月9日）は、イギリスの政治家、スコットランド貴族。ホイッグ党に所属し、1771年から1784年まで庶民院議員を務めた。

## 生涯
第4代ダイザート伯爵ライオネル・トルマッシュと妻グレース（Grace、旧姓カートレット（Carteret）、1713年7月8日 – 1755年7月23日、第2代グランヴィル伯爵ジョン・カートレットの娘）の息子として、1739年10月23日に生まれた。1761年にイギリス陸軍に入隊して第106歩兵連隊の大尉になり、1763年に一旦半給になったが1765年に第6歩兵連隊の大尉に復帰、1771年に少佐に昇進した後、1772年に軍務から引退した。
1771年12月、母方の親族にあたる初代スペンサー伯爵ジョン・スペンサーの支持を受けて、ノーサンプトン選挙区の補欠選挙に出馬して当選した。1774年イギリス総選挙でもスペンサー伯爵の推す候補として再選を目指し、選挙戦の最後に立候補を表明した第7代準男爵サー・ジェームズ・ランガムを大差で破り、786票でトップ当選した。1780年イギリス総選挙ではスペンサー伯爵の息子オールトラップ子爵ジョージ・スペンサーが立候補したため、トルマッシュは代わりに親族にあたる第2代シェルバーン伯爵ウィリアム・ペティの力を借り、エドワード・エリオットに金銭を支払ってリスカード選挙区の議席を購入した。
議会では長らくノース内閣期の野党の一員として行動、シェルバーン伯爵内閣期にもアメリカ独立戦争の予備講和条約に反対票を投じたが、1784年初にフォックス＝ノース連立内閣を支持して第1次小ピット内閣に反対した。これにより同年の総選挙でエリオットに再選を拒否されたが、スペンサー伯爵など野党の指導者からも議席を与えられなかったため、議員を退任した。1785年にチェシャー州長官を務め、のちにイプスウィッチ執事も務めた。
1799年2月22日に兄ライオネルが死去すると、ダイザート伯爵位を継承した。
1805年11月7日、王立協会フェローに選出された。
1821年3月9日にハム・ハウスで死去、3月11日にヘルミンガムで埋葬された。子女がおらず、ダイザート伯爵位は妹ルイーザが継承した。一方、従属爵位であるイングランドの準男爵位（1611年創設）は廃絶した。

## 家族

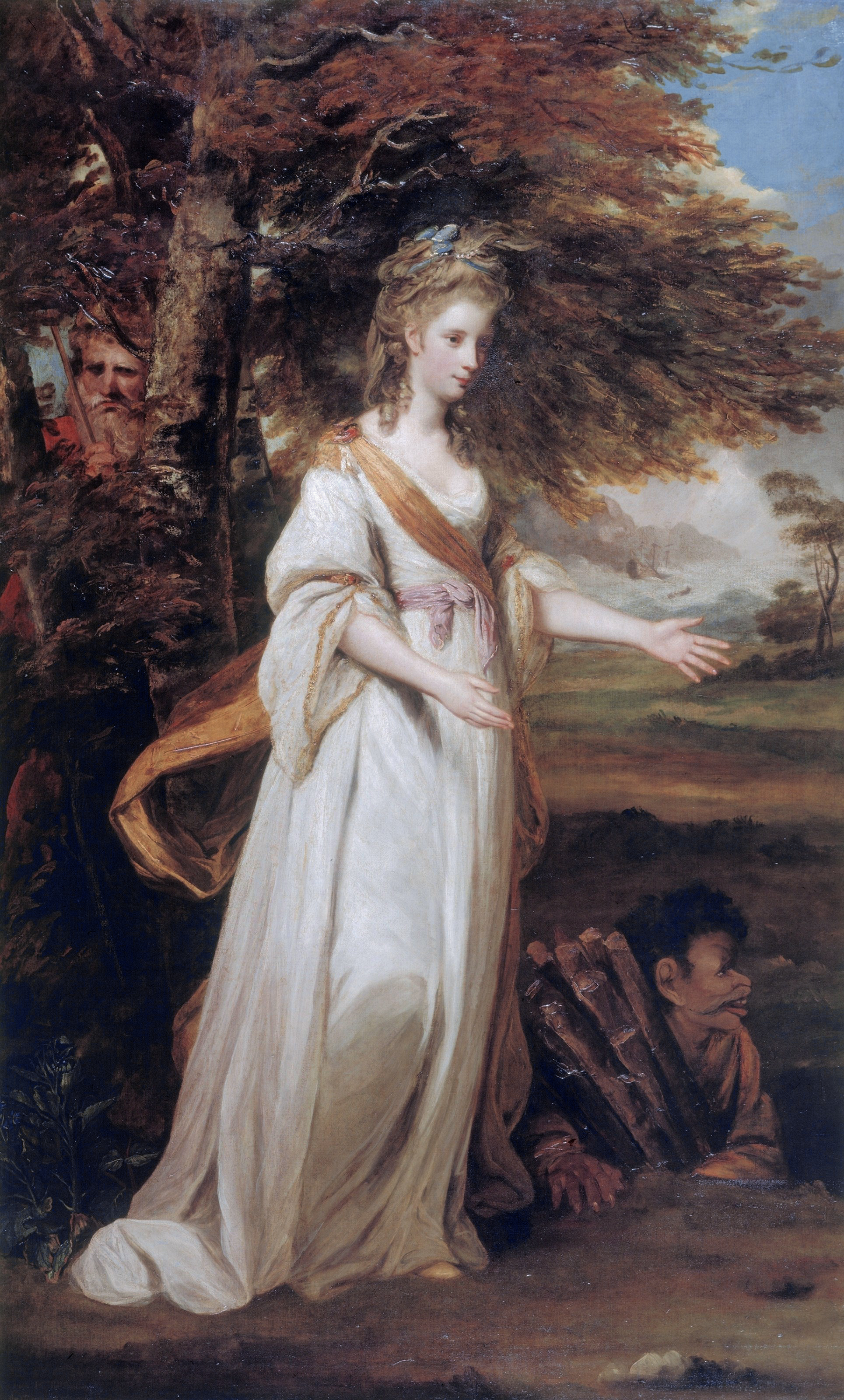
妻アンナ・マリアの肖像画。ジョシュア・レノルズ画、1773年/1774年。

1773年2月4日、アンナ・マリア・ルイス（Anna Maria Lewis、1745年 – 1804年9月14日、デイヴィッド・ルイスの娘）と結婚したが、2人の間に子供はいなかった。